# Джекс Джонс
Тимучин Фабіан Квонг Вах Алуо, найбільше відомий під псевдонімом Jax Jones (Джакс Джонс, або Джекс Джонс) — британський ді-джей, продюсер, співак, пісняр і реміксер. Відомий своєю піснею «I Got U», записаної в дуеті з Дюком Дюмоном 2014 року, очоливши британський сингловий чарт. Також найвідомішими роботами стали сингл «You Don't Know Me», записаний у 2016 році, за участю Raye, синглу «Instruction», записаний за участю Демі Ловато, а також пісні «Breathe», за участі Ina Wroldsen.

## Раннє життя
Обоє з батьків Джекса — вчителя. Юний Тимучин виріс у міжрасовій сім'ї, через що зазнав впливу громади. Після того, як вітчим познайомив його з афробітом, з допомогою Фелі Куті і реп-альбомом Biggie Smalls, Джакс почав слухати хіп-хоп, R&B і традиційну африканську музику.
Такі продюсери, як The Neptunes, Тімбаленд і Рідні Джеркенс сформували його музичні інтереси і захоплення анатомією ритм-групи. Спочатку, вивчаючи класичну гітару з раннього віку, Джакс зайнявся бітмейкінгом у 15 років, після знайомства з Cubase.

## Музична кар'єра

### Початок
Виступаючи у відкритих клубах в окрузі Лондону, Джакс у кінцевому результаті об'єднався з Ripperman, продюсером грайм-музики з Мітчама, у Brixton's Raw Materials Studio, працюючи над пластинками для Big Narstie, Roadside Gs, та інших. Батьки Джакса заохочували його надходження у університет у віці 18-ти років. Щоб залишатися ближче, він відмовився від Оксфорду на користь Університету Брунеля. Не дивлячись на щоденні двохгодинні поїздки, Джакс не залишав свого хобі, регулярно публікуючи біти у Myspace. Після закінчення університету Джакс орендував студію у Сіденхемі, де продовжував займатись своїм хобі.

### 2014: Прорив
Після зустрічі з Дюком Дюмоном він виявив цікавість до хауз-музики і разом вони написали і спродюсували «I Got U», «Won't Look Back» і «Ocean Drive». Сингл «I Got U» досяг першої стрічки у британському сингловому чарті у березні 2014 року.

### 2015— поточний час
24 липня 2015 року він випустив сингл «Yeah Yeah Yeah», а у липні 2016 року — «House Work». Джакс говорить про трек:
|  | «Врешті-решт, я починав робити біти на four-track, так що мені здається, я повинен включити це в свою музику» |

У грудні 2016 року він випустив сингл «You Don't Know Me». Пісня стала його надзвичайно успішним проєктом, досягши третьої стрічки у Великій Британії, а також увійшовши у топ-5 декількох європейський країн, включаючи Німеччину, Ірландію, Бельгію та Норвегію.
16 червня 2017 року Джакс випустив сингл «Instruction», записаний спільно з американською співачкою Демі Ловато і реперкою Stefflon Don. Трек добрався до 22 стрічки Синглового Чарту Великої Британії.

## Нагороди і номінації
У 2015 році сингл Джакса і Дюка Дюмона «I Got U» був номінований премією Греммі у номінації «Найкращий танцювальний запис», однак зазнав поразки.
У тому ж році «I Got U» був номінований премією BRIT Awards у категорії «Британський сингл року», але також зазнав поразки.

## Дискографія

### Сингли
| Назва                                                                          | Рік  | Найвища позиція у чартах | Найвища позиція у чартах | Найвища позиція у чартах | Найвища позиція у чартах | Найвища позиція у чартах | Найвища позиція у чартах | Найвища позиція у чартах | Найвища позиція у чартах | Найвища позиція у чартах | Найвища позиція у чартах | Сертифікація                                                                          | Альбом      |
| Назва                                                                          | Рік  | UK                       | AUS                      | AUT                      | BEL (Fl)                 | DEN                      | GER                      | IRE                      | ITA                      | SWE                      | SWI                      | Сертифікація                                                                          | Альбом      |
| ------------------------------------------------------------------------------ | ---- | ------------------------ | ------------------------ | ------------------------ | ------------------------ | ------------------------ | ------------------------ | ------------------------ | ------------------------ | ------------------------ | ------------------------ | ------------------------------------------------------------------------------------- | ----------- |
| «Go Deep»                                                                      | 2013 | —                        | —                        | —                        | —                        | —                        | —                        | —                        | —                        | —                        | —                        |                                                                                       | Без альбому |
| «Yeah Yeah Yeah»                                                               | 2015 | —                        | —                        | —                        | —                        | —                        | —                        | —                        | —                        | —                        | —                        |                                                                                       | Без альбому |
| «House Work» (спільно з Mike Dunn і MNEK)                                      | 2016 | 85                       | —                        | —                        | —                        | —                        | —                        | 92                       | —                        | —                        | —                        |                                                                                       | Snacks EP   |
| «You Don't Know Me» (за участю Raye)                                           | 2016 | 3                        | 12                       | 7                        | 2                        | 6                        | 3                        | 3                        | 9                        | 6                        | 5                        | - BPI: Платина - ARIA: 2× Платина - BEA: Золото - FIMI: 2× Платина - IFPI DEN: Золото | Snacks EP   |
| «Instruction» (за участю Демі Ловато і Stefflon Don)                           | 2017 | 22                       | 72                       | —                        | —                        | —                        | 64                       | 32                       | —                        | —                        | —                        |                                                                                       | Snacks EP   |
| «Breathe» (за участю Ina Wroldsen)                                             | 2017 | —                        | 14                       | 14                       | 15                       | 4                        | —                        | 5                        | —                        | [ A ]                    | 13                       | - BPI: Platinum - BEA: Gold                                                           | Snacks EP   |
| «Ring Ring» (спільно з Mabel за участю Rich the Kid)                           | 2018 | 12                       | —                        | —                        | —[upper-alpha 2]         | —                        | 15                       | —                        | 9                        | —[upper-alpha 3]         | —                        | - BPI: Silver                                                                         | Snacks EP   |
| «Play» (за участю Years & Years)                                               | 2019 | 1                        | —                        | —                        | 13                       | —                        | —                        | 19                       | —                        | —                        | —                        | - BPI: Gold                                                                           | Snacks EP   |
| «All Day and Night» (за участю Madison Beer та Martin Solveig)                 | 2019 | 2                        | —                        | —                        | 2                        | —                        | 85                       | 7                        | —                        | —                        | 77                       | - ZPAV: Золото - BPI: Золото                                                          | Snacks EP   |
| «One touch» (разом з Jess Glynne)                                              | 2019 | 19                       | —                        | —                        | 29                       | —                        | —                        | 28                       | —                        | —                        | 88                       | - BPI: Срібло                                                                         | Snacks EP   |
| «Harder» (разом з Bebe Rexha)                                                  | 2019 | 23                       | —                        | —                        | 10                       | —                        | —                        | 24                       | —                        | 64                       | —                        | - BPI: Срібло                                                                         | Snacks EP   |
| «This is Real» (за участю Ella Henderson)                                      | 2019 | 19                       | —                        | —                        | —                        | —                        | —                        | 33                       | —                        | —                        | —                        | —                                                                                     | Snacks EP   |
| «—» означає сингл або не потрапив у чарт, не виходив, або інформація відсутня. |      |                          |                          |                          |                          |                          |                          |                          |                          |                          |                          |                                                                                       |             |

#### Як запрошений музикант
| Назва                                    | Рік  | Найвища позиція у чартах | Найвища позиція у чартах | Найвища позиція у чартах | Найвища позиція у чартах | Найвища позиція у чартах | Найвища позиція у чартах | Найвища позиція у чартах | Найвища позиція у чартах | Найвища позиція у чартах | Найвища позиція у чартах | Сертифікація                                                     | Альбом |
| Назва                                    | Рік  | UK                       | AUS                      | AUT                      | BEL (Fl)                 | DEN                      | FRA                      | GER                      | IRE                      | NZ                       | SWI                      | Сертифікація                                                     | Альбом |
| ---------------------------------------- | ---- | ------------------------ | ------------------------ | ------------------------ | ------------------------ | ------------------------ | ------------------------ | ------------------------ | ------------------------ | ------------------------ | ------------------------ | ---------------------------------------------------------------- | ------ |
| «I Got U»(Дюк Дюмон спільно з Jax Jones) | 2014 | 1                        | 17                       | 19                       | 14                       | 36                       | 35                       | 22                       | 1                        | 29                       | 23                       | - BPI: Платина - ARIA: Золото - FIMI: Платина - IFPI DEN: Золото | EP1    |

1. ↑  "Breathe" did not enter the Swedish Singellista chart, but peaked at number two on the Swedish Heatseeker chart.[26]